# Lombro
Lombro è una frazione del comune di Corteno Golgi, in alta Val Camonica, provincia di Brescia.

## Monumenti e luoghi d'interesse

### Architetture religiose
Le chiese di Lombro sono:
- Chiesa di S. Giovanni Battista, seicentesca, rimaneggiata a fine settecento. Il portale in marmo di Vezza porta la data 1780. Gli affreschi sono del Corbellini.

## Società

### Tradizioni e folclore
Gli scütüm sono nei dialetti camuni dei soprannomi o nomiglioli, a volte personali, altre indicanti tratti caratteristici di una comunità. Quello che contraddistingue gli abitanti di Lombro è Porsèi, dal termine dialettale dei paesi vicini "maiali".